# Mitch Stetter
Mitchel Blake Stetter (né le 16 janvier 1981 à Huntingburg, Indiana, États-Unis) est un ancien lanceur de relève gaucher des Ligues majeures de baseball ayant joué pour les Brewers de Milwaukee de 2007 à 2011.
Stetter établit un record du baseball majeur en 2009 en retirant sur des prises 15 adversaires de suite pour les Brewers de Milwaukee.

## Carrière

### Brewers de Milwaukee
Étudiant à l'Indiana State University, Mitch Stetter est drafté le 3 juin 2003 par les Brewers de Milwaukee au 16e tour de sélection.
Il débute en Ligue majeure le 1er septembre 2007. Il remporte sa première victoire en carrière à sa sixième et dernière sortie de la saison, le 29 septembre contre les Padres de San Diego.
En 2008, il lance 25 manches et un tiers en 30 parties pour les Brewers de Milwaukee et affiche une moyenne de points mérités de 3,20 avec trois victoires et une défaite. Il joue pour la première fois en séries éliminatoires et apparaît dans trois parties de Série de divisions. Il ne donne aucun point ni coup sûr aux Phillies de Philadelphie en une manche et un tiers.
Gagnant de quatre parties contre une défaite en 2009, Stetter maintient sa moyenne de points mérités à 3,60 en 45 manches lancées. Dans une saison où il est envoyé 71 fois au monticule par les Brewers, le releveur gaucher reçoit le crédit d'un premier sauvetage dans les majeures, le 17 juin contre Cleveland.
Au cours de 7 présences en relève du 9 juin au 25 juin 2009, Mitch Stetter réalise un exploit inédit dans le baseball majeur en retirant sur des prises 15 frappeurs consécutifs. Il bat la marque de franchise (10) établie par Ben Sheets en 2008 et complète son record en retirant sur trois prises Justin Morneau des Twins du Minnesota dans le match du 25 juin. La séquence prend fin lorsque le frappeur suivant des Twins, Jason Kubel, soulève une balle au champ droit pour un retrait complété par un voltigeur.
Souvent blessé dans les deux saisons qui suivent, Stetter ne joue que 9 parties pour Milwaukee en 2010 et 16 en 2011.
En janvier 2012, il signe un contrat des ligues mineures avec les Rangers du Texas. Il est libéré par les Rangers le 26 mars pendant leur entraînement de printemps. Il est de nouveau mis sous contrat par Milwaukee le 11 avril 2012. Il renonce à refaire son chemin vers les majeures après des années 2012 et 2013 passées en ligue mineure, avec des clubs affiliés aux Brewers et aux Angels de Los Angeles, respectivement.
En 2015, Stetter est instructeur des lanceurs des Royals de la Ligue de l'Arizona, un club-école des Royals de Kansas City.